# Las Vegas Convention Center
Le Las Vegas Convention Center est un centre d'exposition situé à Las Vegas. C'est l'un des plus grands centres d'expositions des États-Unis. Il accueille notamment le Consumer Electronics Show.

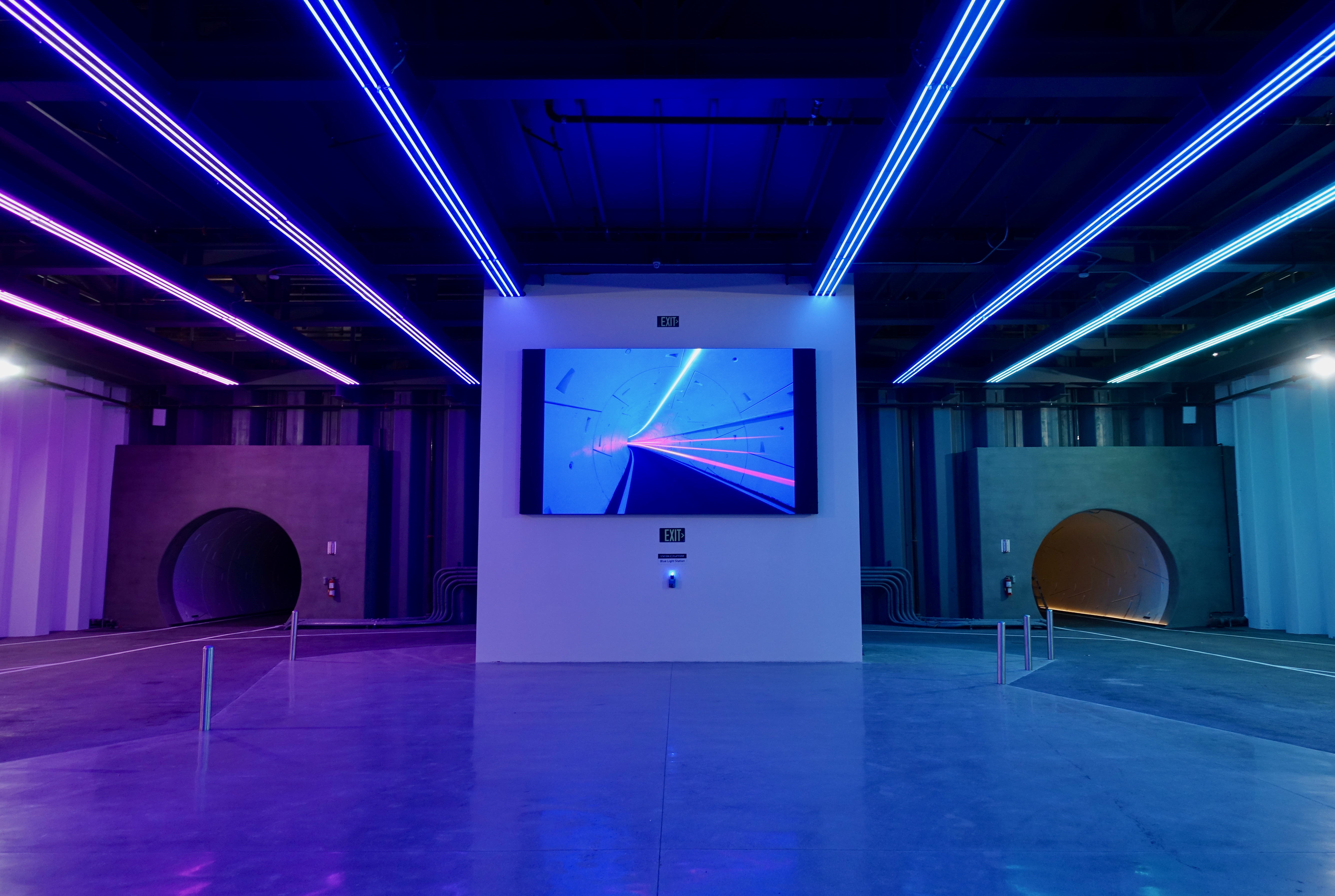
Las Vegas Convention Center Loop.

Il est équipé d'un système de transport sous-terrain construit par la société The Boring Company d'Elon Musk, consistant en un tunnel de 2,7 km de long, comportant 5 stations : le Las Vegas Convention Center Loop (en)